# Гавриїл (Кризина)
Гавриїл (світське ім‘я — Кризина Ярослав Васильович; нар. 6 березня 1973 року, с. Березово Хустського району Закарпатської області) — архієрей Православної церкви України (до 15 грудня 2018 року — Української автокефальної православної церкви), єпископ Рівненський і Сарненський. Наймолодший за єпископською хіротонією учасник Об'єднавчого собору.

## Життєпис
Народився в сім'ї іконописця. Мати та старша сестра після смерті батька прийняли чернецтво, молодша сестра — дружина священика.
У 1989 р. закінчив середню загальноосвітню школу, в 1993 р. — Київську духовну семінарію (КДС), в 1997 р. — Київську духовну академію (КДА) УПЦ (МП).
У 1998 р. здобув науковий ступінь кандидата богослов'я в КДА.
20 березня 1996 р. пострижений у ченця у Дальніх печерах Свято-Успенської Києво-Печерської лаври з іменем Гавриїл на честь Архангела Гавриїла.
16 квітня 1996 р. висвячений в ієродиякона,
26 травня 1996 р. висвячений в ієромонаха митрополитом Київським Володимиром (Сабоданом).
До дня Святої Пасхи 1997 року нагороджений митрополитом Володимиром золотим наперсним хрестом, до дня Святої Пасхи 1998 р. — саном ігумена, до 10-літнього ювілею КДС (28 серпня 1999 р.) — хрестом з прикрасами, до дня Святої Пасхи 2001 р. — саном архімандрита.
У 1997—2007 роках — помічник інспектора, завідувач бібліотеки та викладач в КДАіС УПЦ (МП).
У 1999—2000 роках — представник УПЦ МП в Міжконфесійній раді християнської молоді України.
У 2000—2018 роках — голова Спілки православної молоді України в ім'я прп. Нестора Літописця УПЦ (МП).
З 2003 р. — доцент Ужгородської української богословської академії імені святих Кирила і Мефодія (УУБА).
У 2003—2014 роках — заступник голови Синодального відділу УПЦ (МП) у справах молоді.
У 2006—2007 роках — повноважний представник УПЦ (МП) в секретаріаті Всеукраїнської ради церков і релігійних організацій.
У 2007—2012 роках — проректор з представницької роботи УУБА та Карпатського університету ім. Августина Волошина (КаУ).
З 2008 р. — професор УУБА та КаУ.
У 2009—2011 роках — член Громадської ради з питань співпраці з релігійними організаціями при Міністерстві України у справах сім'ї, молоді та спорту.
У 2010 р. закінчив КаУ й отримав державну кваліфікацію магістра богослов'я.
У 2010 р. в один день з Віктором Бедем здобув науковий ступінь доктора богословських наук в УУБА. Це звання було їм надано "радою", де не було жодного доктора богословських наук.
17 лютого 2012 р. митрополитом Володимиром нагороджений другим хрестом з прикрасами.
У 2011—2014 роках — заступник Уповноваженого УПЦ (МП) з питань вищої освіти і науки.
З 2012 р. — академік Міжнародної академії богословських наук.
У 2012—2016 роках — завідувач Науково-дослідного відділу державного Музею історії Десятинної церкви.
З 2016 р. — член Комісії з державного визнання документів про вищу духовну освіту при Міністерстві освіти і науки України.
27 квітня 2017 р. рішенням Атестаційної колегії Міністерства освіти і науки України присвоєно державне вчене звання професора.
З 12 червня 2018 р. — клірик Київської єпархії Української автокефальної православної церкви.

## Єпископське служіння
25 липня 2018 р. рішенням Архієрейського Собору та Патріаршої ради УАПЦ обраний єпископом Рівненським і Волинським, керуючим Рівненсько-Волинською єпархією.
2 вересня 2018 року в кафедральному соборі Успіння Божої Матері м. Львова була звершена архієрейська хіротонія, яку очолив предстоятель УАПЦ митрополит Київський і всієї України Макарій (Малетич) у співслужінні архієпископа Тернопільського і Бучацького Тихона, єпископа Мукачівського і Карпатського Віктора та єпископа Херсонського і Миколаївського Бориса.
15 грудня 2018 року взяв участь у Об'єднавчому соборі українського православ'я, ставши наймолодшим за хіротонією архієреєм новоутвореної Православної Церкви України.
З січня 2019 р. — викладач Рівненської духовної семінарії Православної церкви України.
З листопада 2019 р. — професор Чернівецького національного університету ім. Юрія Федьковича.
Відповідно до рішення Священного синоду ПЦУ від 5 лютого 2019 р., змінено титул на «Єпископ Рівненський і Сарненський». Єпархія і надалі іменується Рівненсько-Волинською.

## Публікації

### Книги
- Православная Церковь в Закарпатье (век ХХ). — К., 1999. — 200 с.
- Твердиня Православ'я Закарпаття — Ізький Свято-Миколаївський чоловічий монастир. — К., 2004. — 52 с.
- Церковная археология. Учебное пособие для студентов 4 курса КДА. — К., 2005. — 100 с.
- Паламізм та духовно-культурне відродження православної екумени. — К., 2011. — 216 с.
- Вступ до православної теології: Посібник. — К., 2018. — 296 с. (У співавторстві).
- Соціальне служіння Православної Церкви. — К., 2018. — 254 с. (У співавторстві).
- Вступ до православної теології: Посібник. — 2-ге вид. — К., 2019. — 296 с. (У співавторстві).
- Житія святих Православної Церкви на Закарпатті. — К., 2019. — 110 с.

Є автором-укладачем Житія прп. Олексія Карпаторуського й Собору Карпаторуських святих; консультантом фільмів про монастирі УПЦ МП відеостудії «Лавра».

### Критика
Книга «Паламізм та духовно-культурне відродження православної екумени» звинувачувалася у плагіаті викладачем Запорізького національного університету Іллею Бєєм та російським патрологом Григорієм (Лур'є). Через це сумніву піддавалася правочинність отримання наукових ступенів, але архімандрит Гавриїл ці звинувачення відкинув, зазначивши зокрема, що книга не є текстом його дисертації і тому її не варто оцінювати як наукову публікацію. Проте ступінб "доктора богословських наук" йому було надано саме за роботу під назвою "Паламізм та духовно-культурне відродження православної ойкумени". На захист архімандрита Гавриїла також висловився єпископ Віктор (Бедь), ректор Карпатського університету імені Августина Волошина.

## Відзнаки
Церковні відзнаки УПЦ МП і РПЦ:
- ювілейний орден «Різдво Христове 2000» І ст. (2000 р.);
- ордени прп. Нестора Літописця ІІІ ст. (2003 р.) й ІІ ст. (2008 р.);
- орден рівноап. кн. Володимира ІІІ ст. (2008 р.);
- орден «1020 років хрещення Київської Русі» (2008 р.);
- орден «450-річчя принесення на Волинь чудотворної Почаївської ікони Божої Матері» (2009 р.);
- орден свт. Димитрія (Туптала), митрополита Ростовського (2010 р.);
- орден св. благов. кн. Київського Ярослава Мудрого (2011 р.);
- ювілейну медаль «Різдво Христове 2000» І ст. (2000 р.);
- медаль «Добрый пастырь» Відділу у справах молоді РПЦ (2007 р.);
- медалі Хустської єпархії — золоту прп. Алексія Карпаторуського (2004 р.) й «100-річчя Акафістної ікони Божої Матері» (2008 р.);
- медалі УУБА — прп. Олексія (Кабалюка) (2003 р.), свв. Кирила і Мефодія (2008 р.), прп. Нестора Літописця ІІ ст. (2011 р.) та прп. Мойсея Угрина ІІ ст. (2011 р.);
- відзнаку Мукачівської православної єпархії (2017 р.);
- благословенні грамоти Предстоятеля УПЦ МП (2008 й 2013 рр.) та Священного Синоду УПЦ МП (2005, 2007 й 2008 рр.).

Державні відзнаки: почесна грамота Міністерства культури та мистецтв України (2005 р.) та почесна відзнака «За заслуги в розвитку інформаційної сфери держави» ІІІ ст. Державного комітету телебачення та радіомовлення України (2007 р.).